# Wataru Ishijima
Wataru Ishijima (石島渉?; 12 dicembre 1906 – 19 luglio 1980) è stato un paleontologo e geologo giapponese.
Ishijima è stato uno dei più prolifici ricercatori di alghe calcaree fossili. Dopo essersi laureato all'Imperial Fisheries Institute (Tokyo; attuale Tokyo University of Marine Science and Technology) nel 1927, Ishijima lavorò presso l'Institute of Geology and Paleontology, Facoltà di Scienze, Tohoku Imperial University (Sendai) dal 1927 al 1931. Successivamente lavorò presso l'Institute of Geology, Taihoku Imperial University (Taipei) durante il periodo 1942–1945 e poi al St. Paul's University (Rikkyo University, Tokyo) nel 1945–1980. La sua tesi di Dottorato venne discussa all'Università di Tohoku e pubblicata privatamente dall'editore Yūhodō (Ishijima, 1954). Ishijima descrisse 139 taxa di alghe calcaree fossili (Iryu, 2004) comprese 114 specie di Corallinales; pubblicò più di 45 pubblicazioni riguardanti la tassonomia delle alghe corallinacee.